# Бухны, Аркадий Фроимович
Аркадий Фроимович Бухны (род. 1932) — российский хирург-онколог, доктор медицинских наук (1974), профессор (1990), учёный секретарь проблемной комиссии по детской онкологии при АМН СССР (1976—1991), отличник здравоохранения (1982). Один из организаторов детской онкологической помощи в стране.

## Биография
Родился 24 августа 1932 года в Одессе. Окончил педиатрический факультет 2-го Московского медицинского института (1956) и аспирантуру в Центральном НИИ травматологии и ортопедии (1963). С 1966 года работал в области детской онкологии с профессором Л. А. Дурновым. Создал первый в стране московский «канцер-регистр», который явился основой исследований в области статистики и эпидемиологии злокачественных новообразований у детей. В 1970—1992 годах — главный детский онколог Министерства здравоохранения РСФСР. Заслуженный врач РСФСР (1992).

## 2-й Московский медицинский институт
- В 1950 году окончил 10 класс школы N1 г. Клин Московской области; отлично сдал вступительные экзамены и был принят на педиатрический факультет 2-го Московского государственного медицинского института. Учился успешно. С 3-го курса увлёкся детской хирургией, регулярно делал сообщения на заседаниях кружка при кафедре детской хирургии 2-го МОЛГМИ, которой заведовал профессор Сергей Дмитриевич Терновский, а кружком руководил доцент Долецкий, Станислав Яковлевич. Последние 3 года учёбы работал ночами медбратом в инфекционной больнице на Соколиной Горе.
- Институт окончил с отличием, распределён в г. Клин Московской области и с 1956 по 1960 г.г. работал хирургом в Клинской больнице комбината искусственного волокна. организовал приём детей с хирургическими заболеваниями и амбулаторный кабинет долечивания.

## Центральный институт травматологии и ортопедии им. Н. Н. Приорова
- В 1960 году поступил в аспирантуру в Центральный Институт травматологии и ортопедии МЗ СССР, научными руководителями были директор ЦИТО, академик АМН СССР, профессор М. В. Волков и д.м.н., профессор Н. Г. Дамье. Тема кандидатской диссертации: «Повреждения эпифизарных зон костей голени у детей» выполнялась в детской городской больнице N20 им. К. А. Тимирязева, которая являлась клинической базой отделения детской травматологии ЦИТО и которую возглавлял Н. Г. Дамье. Защитил кандидатскую диссертацию в 1964 году и до 1966 года работал врачом-ординатором этой больницы. За это время обработал огромный архивный материал историй болезни детей с повреждениями эпифизарных зон всех длинных трубчатых костей для планируемой докторской диссертации.

## Морозовская больница
- 20 января 1962 года на базе хирургического отделения № 3 Морозовской больницы было открыто первое в нашей стране детское онкологическое отделение, которое возглавил Лев Абрамович Дурнов. Врачами в нём работали В. И. Лебедев, А. Ф. Бухны, Б. М. Белкина, Ю. В. Пашков, В. Г. Поляков, Л. В. Валентей, А. В. Ясонов, Н. А. Сусулева, Т. А. Шароев[5]
- С мая 1966 года А. Ф. Бухны работал заместителем главного врача по хирургии (главным хирургом) детской городской клинической больницы N1 (Морозовской).
- На базе хирургического отделения Морозовской больницы функционировало детское отделение Института экспериментальной и клинической онкологии АМН СССР (позднее — Онкологического научного центра АМН СССР) под руководством д.м.н. Л. А. Дурнова. Бухны А. Е. курировал 5 хирургических отделений, включая экстренную хирургическую помощь, в том числе в ночное время, тогда же начал заниматься научной разработкой различных проблем детской онкологии. Одной из основных являлась проблема комплексной диагностики и лечения забрюшинных внеорганных опухолей, которая была намечена как тема докторской диссертации.
- С июля 1970 года врач детского отделения ИЭиКО АМН СССР.
- В 1974 г.защитил докторскую диссертацию на тему «Внепочечные забрюшинные опухоли у детей.»

## Научно-педагогическая деятельность
Основные направления научных исследований:
- Комплексные диагностика и лечение нефробластомы, нейробластомы, сарком мягких тканей и костей
- Химиотерапия опухолей головного мозга у детей
- Детский канцер-регистр Москвы
- Комплексная реабилитация детей со злокачественными заболеваниями

### Научно-исследовательский институт детской онкологии и гематологии
- С 1988 года ведущий научный сотрудник, исполняющий обязанности заведующего научно-поликлинического отделения с приёмным покоем и инфекционными боксами НИИ детской онкологии ОНЦ АМН.
- С 1976 по 1991 гг. учёный секретарь проблемной комиссии по детской онкологии при АМН СССР.
- В 1990 г. профессор по специальности «Онкология». С октября 1991 г. по 1997 год руководитель отдела детской онкологии НИИ детской гематологии МЗ РСФСР.

## После 1997 года
- С 1997 по 2000 год волонтёр в детском госпитале Лос-Анджелеса (США).
- С 2000 г. совместно с к.б.н. М. А. Бялик (Бялик Марина Александровна) (Бостон, США)  (недоступная ссылка)  (недоступная ссылка) начат «Проект организации Palliative Care Initiative for Russia», Бухны А. Ф. в этом проекте медицинский директор. Цель проекта — разработка принципов организации комплексной паллиативной терапии и помощи детям с онкологическими и другими заболеваниями в России.

## Ученики
- Под руководством Бухны А. Ф. защищены 13 кандидатских и одна докторская диссертация по различным проблемам детской онкологии.

## Семья
- Отец (1904, г. Одесса − 1964, г. Клин) родился в многодетной семье (5 сыновей и 1 дочь) . Работал токарем на заводе и в 1934 году был направлен на учёбу в Одесский медицинский институт, который успешно окончил в 1938 году и получил специальность психоневролога. Мать окончила санитарно-гигиенический факультет мед. института. Отец с семьёй был направлен для «отработки трёх лет» в гор. Златоуст Челябинской области (Южный Урал. Отец много работал. После прохождения курса повышения квалификации в Центральном Институте Усовершенствования Врачей в Москве утверждён главным городским психоневрологом г. Златоуста. 4 июля 1941 года был мобилизован, прошёл войну психоневрологом в армейском госпитале на Западном фронте, а затем — на войне с Японией, демобилизован в августе 1945 года. Всё это тяжёлое время мать работала санитарно-гигиеническим врачом.
- Мать — Белла (урождённая Либерман, 1910—1961)
- В 1948 году семья переехала в г. Клин Московской области, где отец работал психо-неврологом, мать — санитарным врачом. К этому времени в семье было 4 ребёнка. Братья — Семён (1938), Яков (1940—2002), сестра — Людмила (1947).
- Жена — Жадина Людмила Константиновна (Lyudmila- 9.9.1938)
- Сын — Бухны Михаил, окончил школу N57 г. Москвы Школа № 57 (Москва) в 1983 г., Окончил МФТИ факультет молекулярной и биологической физики (ФМБФ) в 1988 г., диссертацию защитил в 1988 году. Разработчик медицинского оборудования для офтальмологических операций. Автор многих патентов на это оборудование и методики проведения операций.
- Дочь — Светлана (Svetlana — 28.09.1975 (2 сына и 1 дочь)) окончила Мedical School Irvine Universitat (California, USA).

## Научные труды
387 публикаций, включая 5 монографий:
- Л. А. Дурнов, А. Ф. Бухны, В. И. Лебедев. «Опухоли забрюшинного пространства и брюшной полости у детей» Москва, «Медицина», 1972 г.
- Бухны, А. Ф. Повреждение эпифизарных зон костей у детей / А. Ф. Бухны. М.: Медицина, 1973. — 168 с.
- Дурнов Л. А., Ахмедов Б., Бухны А. Ф. Педиатрическая онкология (Учебное пособие для студентов медицинских институтов). Душанбе, «Маориф». — 1986.
- Б. П. Ахмедов, Л. А. Дурнов, А. Ф. Бухны, Метастатические опухоли костей у детей / 150,[2] с. ил. 21 см, Душанбе Ирфон 1986
- А. Ф. Бухны Первая помощь при травмах у детей" М.: Медицина, 1970
- Бухны, А. Ф. О методике репозиции при эпифизеолизе дистального эпифиза большеберцовой кости / А. Ф. Бухны // Вестник хирургии. 1966. — Т. 96,№ 5.-С. 78-80.
- Бухны А. Ф. О поперечной линии роста после повреждения дистального эпифизарного хряща большеберцовой кости / А. Ф. Бухны // Ортопед., травматол. 1965. — № Ю. — С. 74.
- Бухны А. Ф. Злокачественные опухоли у детей. — М. −1982. −63с. N3, с. 16-22.